# Бејхан-султанија (ћерка Ибрахима)
Султанија Бејхан је била ћерка султана Ибрахима и султаније Турхан.

## Детињство - први и други брак
У неким харемским документима је понекад називају и Биби-султанијом или Биџан-султанијом.
Отац ју је са годину дана удао за Кучук Хасан-пашу, који је умро годину дана касније.
Након смрти првог супруга, отац је као двогодишњу девојчицу удаје за великог везира Хезарпазаре Ахмед-пашу. Верује се да се супруга Ахмед-паше свидела султану, коју је Ибрахим узео у свој харем. У замену за њу, доделио му је титулу зета династије, оженивши га својом кћери Бејхан.
Под притиском султана , Ахмед-паша се развео од своје жене и 16. септембра 1647. године се оженио Бејхан султанијом. Венчање је одржано у Старом двору, где је Бејхан била испраћена у Ахмед-пашину палату, која је била по други пут невеста, у Ахмед-пашину палату, украшену драгуљима. Причало се да је поворка испраћена подругљивим погледима људи.
Ни њен други брак није потрајао , јер је Ахмед-паша погубљен 7. августа 1648. године.

## Трећи и четврти брак
1653. године ју је мајка Валиде Турхан-султанија удала за Халиџи Мустафа-пашу, који је био адмирал флоте 1656. године, и касније намесник Египта. Султанија Бејхан је дуго била удата за огов пашу, који је умро 1671. године.
Удата је поновно 1672. године за наменсика Будима Узун Ибрахим-пашу.
Верује се да је дубоко волела пашу. Током опсаде Беча 1683. године , Османлије су доживеле тежак пораз, због чега је султан Мехмед IV погубио 1683. године. 
Са Ибрахим-пашом имала је сина Хасана, који је умро неколико месеци након рођења.

## Последњи брак
Бејханин полубрат Сулејман II ју је удао 1689. године за Бијикли Мехмед-пашу, који је био велики везир за време Бејханиног братанића Мустафе II. Била је блиска са својом снахом Гулнуш-султанијом. Брак је трајао до пашине смрти 1698. године. Са њим је имала сина Хусеина.

## Занимљивости
Султанија Бејхан је најдуговечније дете султана Ибрахима и султаније Турхан. Наводи се да је имала палату у Једрену, која је изгорела за време владавине њеног нећака Мустафе II .
Бејхан је 1672. године заједно са својом сестром Гевхерхан-султанијом, мајком и снахом Гулнуш-султанијом пратила свог брата Мехмеда IV у његовој кампањи на Камјањец-Подиљски. Током 1674. године, примала је исту исплату као султанија Гевхерхан од 680 акчи, на основу чега се може закључити да је била рођена сестра султана, док je њенa рођенa сестрa султанија Атике већ билa мртвa. Након што је султан погубио Ибрахим-пашу, то је створило раздор између султаније и њеног брата Мехмета IV. Бејхан је напустила престоницу и прешла да живи у Једрену, са својом сестром Гевхерхан.

## Добротворне организације
Бејхан је створила низ знаменитости у Истанбулу. 1665. направила је фонтану у име свог оца у Коњи. Исте године направила је две народне кухиње. Имала је задужбине и у Једрену и у Истанбулу. 1673. направила је џамију и медресе у Маниси. У Једрену је имала своју кућу. После њене смрти, њена имовина је конфискована у корист царске благајне.

## Смрт
Умрла је 5. марта 1701. године, током Рамазана. Сахрањена је следећег дана у маузолеју Сулејмана Величанственог у Истанбулу.